# Juana Camilión
Juana Camilión (Mar del Plata, 22 de marzo de 1999) es una deportista española de origen argentino que compite en baloncesto en la modalidad de 3×3.
Participó en los Juegos Olímpicos de París 2024, obteniendo una medalla de plata en el torneo femenino (junto con Vega Gimeno, Gracia Alonso de Armiño y Sandra Ygueravide). Ganó una medalla de plata en la Copa de Europa de 2023.
Estudió el máster de Relaciones Públicas en la Universidad de Iona.

## Palmarés internacional
| Juegos Olímpicos | Juegos Olímpicos | Juegos Olímpicos | Juegos Olímpicos |
| Año              | Lugar            | Medalla          | Competición      |
| ---------------- | ---------------- | ---------------- | ---------------- |
| 2024             | París (Francia)  | Medalla de plata | Torneo femenino  |